# Amt Uerdingen

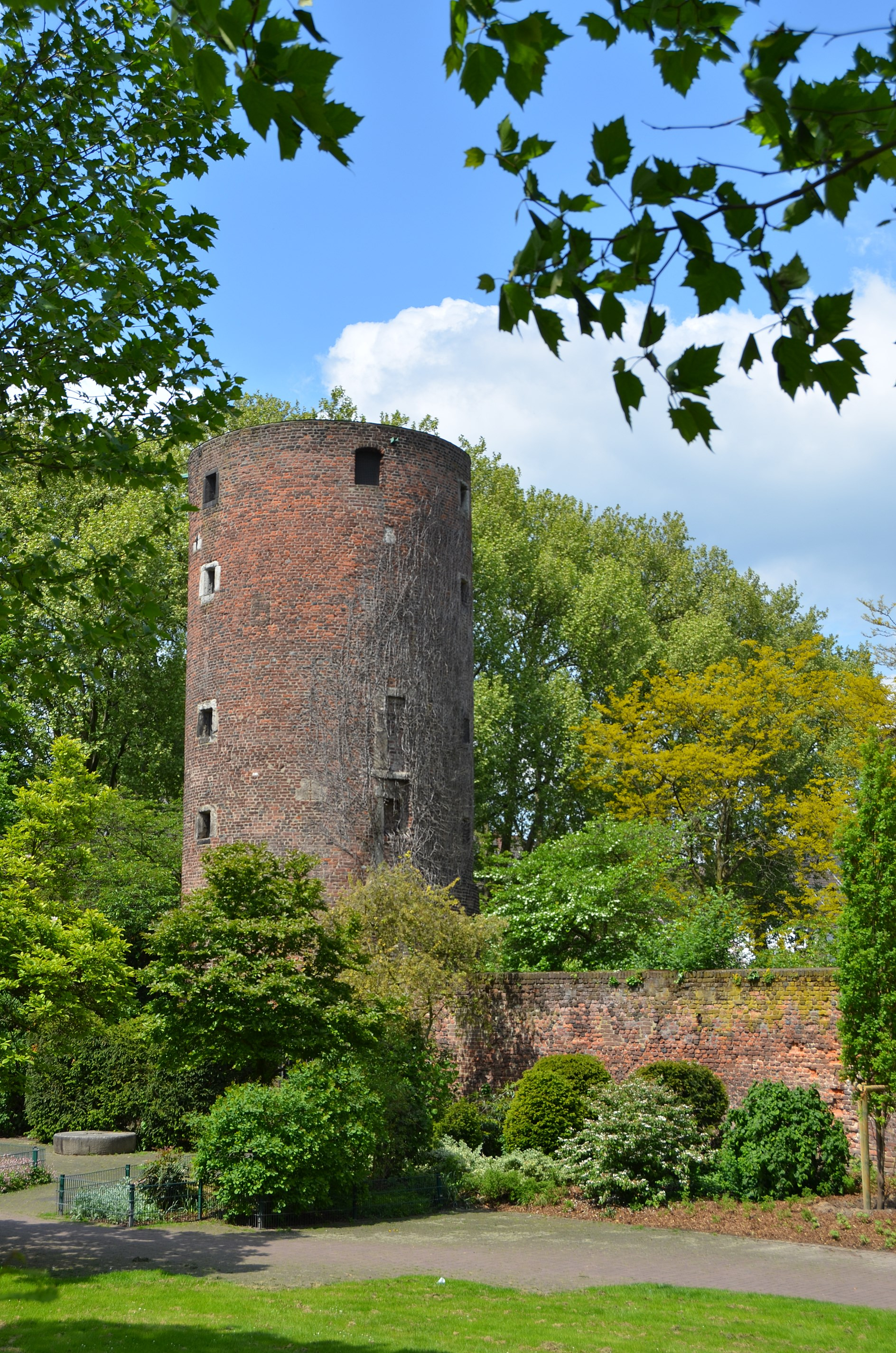
Uerdinger Stadtmauer und Eulenturm

Das Amt Uerdingen war vom Ende des 13. bis zum Ende des 18. Jahrhunderts ein Verwaltungs- und Gerichtsbezirk im Kurfürstentum Köln. Das Amt lag im nördlichen Teil des Erzstifts und gehörte zu den ältesten Ämtern Kurkölns.
Es wurde 1794 nach dem Einmarsch der französischen Revolutionstruppen aufgelöst und eine Zivilverwaltung für die besetzten Gebiete durch die französischen  Behörden eingerichtet.

## Entstehung
Nach einer Hochwasserkatastrophe war das östlich vom heutigen Uerdingen gelegene Alt-Uerdingen, das von Erzbischof Konrad von Hochstaden 1255 Stadtrechte erhalten hatte, nicht wieder aufgebaut worden, sondern weiter westlich wurde eine neue Stadt erbaut, der Erzbischof Siegfried von Westerburg 1284 bei einem Aufenthalt erneut die städtische Privilegien verlieh.

## Amtsgebiet
Ende des 13. Jahrhunderts wurden die verschiedenen Herrschaftsrechte der Kölner Erzbischöfe im Bereich Uerdingen zu einem Sprengel zusammengefasst. Das Amtsgebiet  (officium) war seit Mitte des 14. Jahrhunderts (1347) festgelegt. Wer innerhalb der Amtsgrenzen wohnte, war dem Erzbischof von Köln oder seinem Amtmann zu Gehorsam verpflichtet und unterstand dem Uerdinger Gericht. Schon 1287 waren Uerdinger Schöffen tätig, 1299 war Rembodo von Budberg erster Amtmann.

### Honschaften
Zum Amt Uerdingen gehörten die Honschaften
- Vennikel
- Verberg
- Rath
- Hohenbudberg kam seit dem 17. Jahrhundert als Honschaft hinzu.

### Hofverband der Kölner Erzbischöfe
Die Kölner Erzbischöfe hatten im Amte Uerdingen umfangreichen Grundbesitz. Ein großer Teil des Besitzes gehörte zu einem Hofverband, dessen Höfe kurmutspflichtig waren. Das Hofgericht, das im Burghof tagte, war mit einem Hofschultheiß, zehn Hofschöffen und einem Hofboten besetzt. 1464 gehörten zu dem Hofverband 49 Hofstellen. Andere kurmutspflichtige Güter zahlten an den Hof Hohenbudberg und an den Hof Zwingenberg, der um 1400 von einem Halfen bewirtschaftet wurde.

### Herrensitze
Zur  Festigung der erzbischöflichen Hoheit im Amtsgebiet erwarben die Erzbischöfe gegen Zahlung einer Geldsumme die Offenhausrechte  an den allodialen befestigten Burgen Haus Rath 1271, Burg Dreven, den Hof mit dem Kastell 1301, und Burg Zwingenberg (castrum) 1342. Die Verkäufer erhielten anschließend ihre Burg als Lehen zurück. Ausnahme war Burg Zwingenberg, die Goswin von Zwingenberg an Erzbischof Walram von Jülich verkaufte, der sie als Offenhaus seinem Amtmann zu Uerdingen Wilhelm von Friemersdorf übertrug. Dafür verpflichtete sich Wilhelm, in der verfallenen Burg ein Haus zu bauen. Sein Nachfolger Philipp von Landsberg wurde 1345 mit der Burg als Offenhaus auf Lebenszeit belehnt. Er verpflichtete sich für 500 Mark kölnisch die Anlage zur besseren Verteidigung auszubauen. Nach 1359 wird die Burg, deren Lage unbekannt ist, nicht mehr erwähnt.
Haus Rath wurde seit 1442 wurde auch vom Grafen von Moers und seinen Nachfolgern zu Lehen gegeben. (Die Gründe für die Doppelbelehnung sind nicht bekannt)

### Geistlicher Besitz
Haus Traar gelangte 1274 als Schenkung der Eheleute von Are in den Besitz des Deutschen Ordens.
Unter den übrigen geistlichen Besitzungen im Amte Uerdingen war die Grundherrschaft des Klosters Kamp mit einem Hofgericht in Traar die bedeutendste.

## Amtssitz
Die von Mauern umgebene Stadt mit vier Toren war seit Mitte des 14. Jahrhunderts Zentrale des Amtsbezirks. Die in der Südost-Ecke der Stadtbefestigung gelegene Burg wurde Sitz des Amtmanns, der Kellnerei und des Gerichtes mit Nieder- und Hochgericht.

### Aufgaben des Amtmanns
An der Spitze des Amtes Uerdingen stand als Vertreter des Landesherrn ein Amtmann, der dieses Amt vom Erzbischof erhielt und an seine Weisungen gebunden war. Aufgaben und Befugnisse des Amtmanns waren in den  Bestallungsurkunden beschrieben:
- Rechte der Einwohner zu achten und zu schützen
- Anordnung an Amtseinwohner zu landesherrlichen Diensten und Fuhren,
- Rechte des Erzbischofs zu wahren, keine eigenmächtigen Handlungen auszuführen.
- Verantwortung für  Besatzung und Verteidigung der erzbischöflichen Burg
- Schutz und Instandhaltung der Straßen
- Ergreifung der Verbrecher und Auslieferung an das Gericht
- Aufsicht über die Stadt Uerdingen

Die Herrengedinge, bei denen das Weistum verlesen und Grenzbegehungen vorgenommen wurden, fanden wie die Brüchtenverhöre an festen Terminen unter Vorsitz des Amtmanns statt. 1454 fanden Herrengeding und Brüchtenverhör unter dem Vorsitz des Amtmanns Graf Gerhard von Kleve-Mark statt, dem das Amt verpfändet war.

### Aufgaben des Kellners
Seit Mitte des 14. Jahrhunderts stand dem Amtmann ein vom Erzbischof eingesetzter Kellner zur Seite, der die Einkünfte des Amtes Uerdingen verwaltete. Der Einnehmer, 1357 collector reddituum, wird seit etwa 1400 Kellner (celerarius) genannt. In der um 1450 entstandenen Kellnereiordnung für Linn und Uerdingen sind die Aufgaben des Kellers beschrieben. Er war zuständig für das Burgpersonal, für die jährliche Reparatur der Landwehr, Beachten der guten Nutzung von Feldern und Weiden. In einem Heberegister wurden die Einkünfte des Erzbischofs von den Höfen Kirschkamp, Budberg und Zwingenberg, von der Mühle, der Rheinfischerei, der Grut und den Landzöllen aufgezeichnet.

### Gericht
War der Amtmann noch Ende des 13. Jh. Gerichtsvorsitzender, so war seit Mitte des 14. Jahrhunderts die Trennung der Aufgabenbereiche zwischen Amtmann (Officiatus) und Richter (Vogt oder Schultheiß genannt) (advocatus/scultetus) vollendet. Ein Schultheiß übte zusammen mit den Schöffen die Gerichtsbarkeit aus. Zur Besetzung gehörten weiter ein Gerichtsschreiber und ein Gerichtsbote. Das Gericht bestand  wahrscheinlich seit 1255 und war zusammen mit der Verleihung der Stadtrechte eingerichtet worden. Das Schöffengericht führte seit 1317 ein Schöffensiegel.

### Verpfändungen
Durch Krieg oder durch Gebietserwerb zur Vergrößerung des Territoriums benötigten die Erzbischöfe im 14. und im 15. Jahrhundert große Summen, die sie von Geldgebern erhielten. Dafür wurden Einkünfte aus den Zöllen oder ein Amt mit seinen Einkünften verpfändet.
Das Amt Uerdingen war im 15. Jahrhundert fast ein ständiges Pfandobjekt. Kaum war eine Verpfändung eingelöst, wurde das Amt wieder verpfändet. Erzbischof Dietrich von Moers, der bei Wilhelm Sohn von Wevelinghoven, seinem Amtmann von Uerdingen und Linn hoch verschuldet war, verpfändete diesem 1419 die Einkünfte aus Stadt und Amt Uerdingen. Nach Tilgung der Schulden verpfändete Erzbischof Dietrich 1424 Burg, Stadt und Amt Uerdingen auf Lebenszeit an Graf Gerhard von Kleve-Mark, der 1430 Uerdingen weiter an den Bischof von Münster verpfändete. 1436 löste Erzbischof Dietrich die Verpfändung ein, um anschließend Burg, Stadt und Amt Uerdingen an Arnt von Bremt zu verpfänden, der Amtmann in Uerdingen wurde. Graf Gerhard hatte das Recht auf Einlösung der Verpfändung, die er 1447 nach der Soester Fehde wahrnahm. Nach dem Tode Gerhards 1461 fiel nur eine Hälfte des Pfandobjektes an den Erzbischof zurück, die andere Hälfte hatte Gerhard an Johann von Jülich, Vogt zu Bell verpfändet. In der Kölner Stiftsfehde,  in der sich Erzbischofs Ruprechts mit Herzog Karl dem Kühnen verbündet hatte, wurde Uerdingen im Namen des burgundischen Herzogs 1474 eingenommen und 1477 von den Truppen des Erzbischofs  Hermann von Hessen zurückerobert. Die Bell‘schen Ansprüche ruhten während der burgundischen Besatzung, doch sie erloschen erst 1491 mit der Abfindung der Tochter Eduards Vogt von Bell.
Es folgte eine Pfandverschreibung an Ruprecht von Blitterswick, die Ambrosius von Virmond 1519 ablöste. Die Pfandschaft blieb bei seinen Nachkommen bis zur Ablösung 1569 durch Erzbischof Salentin von Isenburg.

### Kirchliche Verhältnisse
Die Hinwendung zur Reformation verlief in den Ämtern Linn und Uerdingen sehr unterschiedlich. Im Amte Linn gab es kaum reformatorischen Einfluss, während im Amte Uerdingen mit Ausnahme von Hohenbudberg sich fast die Hälfte der Einwohner der Reformation zugewandt hatte. Diese Entwicklung wurde in den Visitationsprotokollen von 1569 dokumentiert. Ein Dekret mit der Forderung, alle Missstände abzustellen, blieb wirkungslos. Erst nach dem truchsessischen Krieg ging unter einen engagierten Pfarrer die Zahl der Protestanten in Uerdingen zurück. Ein Erlass, dass keine Nichtkatholiken in Uerdingen geduldet wurden, musste mehrfach veröffentlicht werden, weil er nicht beachtet wurde.

## Amt Uerdingen und Amt Linn als Doppelamt
Seit Bestehen des Amtes Uerdingen waren die Amtmänner auch für andere Ämter verantwortlich. Vom Ende des 13. Jahrhunderts bis zum Anfang des 15. Jahrhunderts waren von  12 Amtmänner  fünf gleichzeitig Amtmänner in Rheinberg, drei in Linn, zwei in Liedberg. Schon der 1297 genannte Amtmann Ritter Rembodo von Budberg war Amtmann von Uerdingen und Liedberg. Ähnlich Hermann Schilling von Buschfeld 1313–1318.  Seit der Erwerbung von Linn 1388–1392 wurden die Ämter Linn und Uerdingen mehrfach als Doppelamt verwaltet. Nach den Jahrzehnten der Verpfändung waren seit Mitte des 16. Jahrhunderts die Ämter Uerdingen und Linn meist in Personalunion verbunden.
Drei kurfürstliche Beamte mit getrennten Wohnsitzen, Amtmann, Kellner und Schultheiß, verwalteten die beiden Ämter. Burg und Stadt Uerdingen überstanden den truchsessischen Krieg ohne große Schäden, doch im Hessenkrieg wurde 1642 die Burg so stark zerstört, dass sie nicht mehr als Amtssitz dienen konnte.
Der Amtmann wohnte auf seinem privaten Wohnsitz und ließ sich zumeist durch einen Amtsverwalter, der in der Stadt Uerdingen wohnte, vertreten. Der Amtsverwalter hielt Brüchtenverhöre, wählte die Schöffen aus, kontrollierte die Honschaften und die Uerdinger Stadtrechnungen. Der Schultheiß wohnte nach der Zerstörung der Burg 1642 in seinem Haus in Uerdingen. Das Gericht für beide Ämter, das mit Schultheiß, Schöffen und einem Gerichtsschreiber besetzt war, tagte in der Ratsstube des Uerdinger Rathauses oder im Hause des Schultheißen. Für beide Ämter waren drei bewaffnete Landboten tätig, die Polizeigewalt ausübten.
Im 18. Jahrhundert hatte die Schultheißenfamilie Erlenwein eine bedeutende Machtposition, da sie seit 1731 auch die Stelle des Amtsverwalters innehatte.
Der Kellner wohnte in der Vorburg von Burg Linn. Die Kellnereirechnungen von Linn und Uerdingen wurden zusammen bei der Hofkammer in Bonn vorgelegt.
Die Höhe der seit dem 17. Jahrhundert zu bezahlenden Simplen als landesherrliche Steuer wurde in den Städten Uerdingen und Linn den Steuerpflichtigen mitgeteilt, die in einem ihnen zugewiesenen Hause die geforderte Summe ablieferten. Nach dem Einsammeln schickte der Bürgermeister das Geld nach Bonn.
In den Honschaften übernahmen die Honnen diese Aufgabe und rechneten mit dem Kellner ab.

### Landesherrliche Dienste
Die Uerdinger Honschaften hatten wie die Linner Honschaften Hand- und Spanndienste zu leisten, darunter der Transport mit Schiffspferden von Gütern, die der Kurfürst aus den Niederlanden in Uerdingen anlanden ließ. An einer bestimmten Stelle (der untersten Steinbrücke) wurden sie von den Linnern abgelöst, die den weiteren Transport bis zur Grenze zwischen Heerdt und Neuss übernahmen. Die wichtigsten Dienste waren die geforderten Rheindienste, die unter Strafandrohung ausgeführt werden mussten. Die Dienste bestanden hauptsächlich darin, die durch das Rheinhochwasser verursachten Schäden durch Überschwemmungen zu mindern. Die Deiche wurden ausgebessert, Kribben angelegt und die Ufer bepflanzt.

### Hochwasser und Eisgang
Obwohl der Rhein jedes Jahr zur Kontrolle der Uferbefestigung und der Deiche in Anwesenheit von Amtmann, Kellner, Schultheiß und Schöffen befahren wurde, blieben die anschließenden von den Honschaften ausgeführten Maßnahmen wirkungslos gegen die Gewalt der Wasserfluten. Im Abstand von wenigen Jahren kam es zu Hochwasser und Eisgang mit schwerwiegenden Folgen: Tote, materielle Schäden und Landverlust. Schon 1639 war wegen des Hochwassers die Landestelle für die Uerdinger Schifffahrt verlegt worden. Bei mehreren Rheindurchbrüchen (1651 und 1658) wurden die Ämter Uerdingen und Linn überschwemmt, Mehrmals drohte die direkt am Rhein gelegene Stadt Uerdingen bei Hochwasser weggeschwemmt zu werden, wenn der Rhein die Stadtmauern durchbrach und das Wasser die Innenstadt überflutete. Große Gefahr bestand 1784, als sich das Eis löste und ein anschließendes Hochwasser die Deiche und Mauern durchbrach. In der drei Tage überfluteten Stadt richtete das Wasser sehr große Schäden an, doch die schlimmste Befürchtung, die völlige Zerstörung der Stadt, trat nicht ein.

## Liste der Amtmänner
1297 Rembodo von Budberg und Amtmann
1318–1321 Hermann von Buschfeld
1335 Arnold Schalun (von Rode) S. 382
1342 Wilhelm von Friemersheim
1347–1350 Isebrand Preut von Friemersheim
Vor 1363 Johann von Broichhausen
1372 Johann von Moers
1374 Arnold von Alpen
1384–1388 Tilmann von Brempt
1401–1405 Friedrich von Moers
1406 Tilmann von Brempt zu Uerdingen, Linn, Rheinberg, Xanten
1406 Johann von Reifferscheid, Uerdingen und Linn, Kempen, Oedt
1415 Wilhelm Sohn zu Wevelinghoven
1424 Gerhard von Kleve-Mark
1436 Arnt von Brempt
1447–1461 Gerhard von Kleve-Mark halbes Amt
1447–1491 Vögte von Bell halbes Amt
1490 Reinhard von Kriekenbeck genannt Spor
1491 Ruprecht von Blitterswick
1519–1541 Ambrosius von Viermond
1541–1566 Johann von Virmond
1566–1576 Johann von Virmond
1586–1607 Ludwig von Lülsdorf
1607–1611 Heinrich von Lülsdorf
1611–1625 Werner Quad zu Buschfeld
1625–1654 Ludwig von Lülsdorf, Sohn Heinrichs
1654–1668 Wilhelm Christoph von Linzenich zu Schakum
1668–1686 Wolfgang Günther von Norprath
1686 von Zweifel, Administrator
1687–1690 Franz Friedrich von Norprath
1690–1693 Heinrich Ferdinand von Bernsau Administrator
1693–1703 Franz Friedrich von Norprath
1703–1705 Heinrich Ferdinand von Bernsau Administrator
1705–1715 Heinrich Ferdinand von Bernsau
1715–1747 Franz Arnold von Hersel
1747–1794 Clemens August von Hersel.